# Muut
Muut era a personificação da morte na cultura indígena cahuilla, sendo normalmente retratada como uma coruja. A morte era considerada uma parte necessária da vida por esta tribo de índios, dando a Muut uma característica benévola de "guia das almas", afastando a forma negativa e assustadora do ceifador. Os índios cahuilla habitavam algumas áreas da América do Norte, especialmente o sul da Califórnia e o norte do México.